# Zielone (powiat szczycieński)
Zielone (niem. Zielonen, w latach 1938–1945 Grünflur) – wieś w Polsce położona w województwie warmińsko-mazurskim, w powiecie szczycieńskim, w gminie Świętajno.
W latach 1975–1998 miejscowość należała administracyjnie do województwa olsztyńskiego.
Zobacz też: Zielone, Zielone Drugie, Zielone Kamedulskie, Zielone Królewskie